# Adiantum raddianum
Capillaire de Raddi
Espèce
La Capillaire de Raddi (Adiantum raddianum) est une espèce de fougères de la famille des Pteridacées.